# Delitschia chaetomioides
Delitschia chaetomioides är en svampart som tillhör divisionen sporsäcksvampar, och som beskrevs av Petter Adolf Karsten. Delitschia chaetomioides ingår i släktet Delitschia, och familjen Delitschiaceae. Arten är reproducerande i Sverige.